# Округ Свит Грас (Монтана)
Свит Грас (енгл. Sweet Grass County) је округ у америчкој савезној држави Монтана.

## Демографија
По попису из 2010. године број становника је 3.651, што је 42 (1,2%) становника више него 2000. године.
| Група             | 2000.         | 2010.         |
| Белци             | 3.467 (96,1%) | 3.491 (95,6%) |
| Афроамериканци    | 2 (0,1%)      | 4 (0,1%)      |
| Азијати           | 12 (0,3%)     | 24 (0,7%)     |
| Хиспаноамериканци | 54 (1,5%)     | 51 (1,4%)     |
| Укупно            | 3.609         | 3.651         |